# Neodaksha carbona
Neodaksha carbona är en insektsart som beskrevs av Medler 2000. Neodaksha carbona ingår i släktet Neodaksha och familjen Flatidae. Inga underarter finns listade i Catalogue of Life.